# 泰蒙島
泰蒙島是西太平洋島國密克羅尼西亞聯邦的島嶼，位於波納佩東南岸對開海域，是古城南馬都爾的所在地，該城被列入美國國家歷史名勝名錄。
6°51′N 158°19′E / 6.850°N 158.317°E